# (500118) 2012 BM137
(500118) 2012 BM137 es un asteroide perteneciente al cinturón de asteroides, descubierto el 19 de enero de 2012 por el equipo del Spacewatch desde el Observatorio Nacional de Kitt Peak, Arizona, Estados Unidos.

## Designación y nombre
Designado provisionalmente como 2012 BM137.

## Características orbitales
2012 BM137 está situado a una distancia media del Sol de 2,243 ua, pudiendo alejarse hasta 2,601 ua y acercarse hasta 1,885 ua. Su excentricidad es 0,159 y la inclinación orbital 2,874 grados. Emplea 1227,38 días en completar una órbita alrededor del Sol.

## Características físicas
La magnitud absoluta de 2012 BM137 es 18,7.